# Osorno (település)
Osorno város Chile déli részén, a Los Lagos régióban. Osorno tartomány székhelye. Lakossága 2017-ben körülbelül 	162 336 fő volt.